# Bratschenköpfe
Les Bratschenköpfe, constitués du Großer Bratschenkopf (2 857 mètres d'altitude) et du Kleiner Bratschenkopf (2 686 mètres d'altitude), sont deux montagnes dans le massif des Alpes de Berchtesgaden, en Autriche.

## Géographie

### Situation
Les montagnes se situent dans le chaînon du Hochkönigstock.

## Ascension
Le Großer Bratschenkopf peut être atteint sans chemin depuis le nord à partir de la transition entre l'Arthurhaus et la Matrashaus. Le Kleiner Bratschenkopf à l'est peut être atteint par le même chemin (niveau de difficulté 1).
La voie d'escalade "Freier als Paul Preuss" créée par Albert Precht (première escalade en solo intégral en 1986, niveau de difficulté 6a, hauteur du mur de 900 m) traverse la face sud du Großer Bratschenkopf.